# 加菲貓3D
《加菲貓3D》（英語：Garfield's Pet Force），是一部2008年美國電腦動畫片。

## 外部連結
- 官方网站[]
- 互联网电影数据库（IMDb）上《Garfield's Pet Force》的资料（英文）